# Liga Nacional de Guatemala 2022-23
La Liga Nacional de Guatemala 2022-23, conocida desde enero de 2023 como Liga Guate Banrural 2022-23 por motivos de patrocinio. será la temporada número 70 de la Liga Nacional de Fútbol de Guatemala. La temporada contendrá las ediciones 92 y 93 de toda la historia de la liga y los torneos cortos número 47 y 48. Sus campeones y el equipo con mejor desempeño en las fases regulares clasificarán a la Copa Centroamericana de Concacaf 2023.

## Sistema de competición
La temporada se divide en dos torneos cortos —Apertura y Clausura—, comenzando el primero a finales de julio y culminando a mediados de diciembre, mientras el segundo inicia a mediados de enero y culmina a finales de mayo. Ambos torneos siguen el siguiente formato: 
Cada torneo se divide en dos partes:
- Fase de clasificación: Formado por los 132 partidos en las 22 jornadas disputadas.
- Fase final: Cuartos de final, semifinales y final

### Fase de clasificación
Los 12 equipos participantes jugarán una ronda clasificatoria de todos contra todos en visita recíproca, terminando en 22 fechas de 6 partidos cada una, para un total de 132 partidos clasificatorios. Se utiliza un sistema de puntos, que se presenta así:
- Por victoria, se obtendrán 3 puntos.
- Por empate, se obtendrá 1 punto.
- Por derrota no se obtendrán puntos.

Los partidos que conformen cada fecha, así como el orden de estos serán definidos por sorteo antes de comenzar la competición.
Al finalizar las 22 jornadas, la tabla se ordenará con base en los clubes que hayan obtenido la mayoría de puntos, en caso de empates, se toman los siguientes criterios:
1. Puntos
2. Puntos obtenidos entre los equipos empatados
3. Diferencial de goles
4. Goles anotados
5. Goles anotados en condición visitante.

### Fase final
Al finalizar las 22 fechas totales, los primeros 8 equipos de la tabla general clasifican a la fase final.
Los ocho clubes calificados para esta fase del torneo serán reubicados de acuerdo con el lugar que ocupen en la tabla General al término de la fecha 22, con el puesto del número uno al club mejor clasificado, y así hasta el número 8. 
- Cuartos de final
- Semifinales
- Final

Todas las fases se jugarán a visita recíproca en una misma semana (entre miércoles y domingo). El ganador de cada serie será aquel que haya anotado más goles en los dos partidos correspondientes; en caso de haber igualdad en este laudo, se jugarán dos tiempos extras de 15 minutos; de persistir el empate, el ganador de la serie se definirá a través de tiros desde el punto penal. No  

Los partidos de cuartos de final se jugarán de la siguiente manera:
2.° vs 7.°
3.° vs 6.°
4.° vs 5.°
En las semifinales participarán los cuatro clubes vencedores de cuartos de final, reubicándolos del uno al cuatro, de acuerdo a su mejor posición en la tabla General de clasificación al término de la jornada 22 del torneo correspondiente, enfrentándose:
2.° vs 3.°
Finalmente, los dos ganadores de las llaves semifinales jugarán la final, también a visita recíproca. El ganador de la serie obtendrá el título de Campeón de Liga y clasificará a la Copa Centroamericana

### Clasificación para competiciones internacionales
La Concacaf otorga a Guatemala 3 plazas para la Copa Centroamericana 2023, distribuidos de la siguiente forma, dependiendo de la cantidad de equipos finalistas y campeones:
1, Si equipo A gana ambas finales, mientras equipo B pierde ambas finales, entonces:
- Guatemala 1 será el equipo que haya ganado ambas finales.
- Guatemala 2 será el equipo que haya perdido ambas finales.
- Guatemala 3 será el equipo mejor clasificado en la tabla acumulada tras 44 fechas, sin contar otro resultado de fase final.

2. Si equipo A gana las dos finales de la temporada, ganándole a dos equipos distintos, entonces:
- Guatemala 1 será el equipo que haya que haya ganado ambas finales.
- Guatemala 2 será el equipo subcampeón que haya hecho más puntos en la tabla acumulada tras 44 fechas.
- Guatemala 3 será el equipo subcampeón que haya hecho menos puntos en la tabla acumulada tras 44 fechas.

3. Si equipo A gana una de las finales, equipo B gana la otra final, y equipo C pierde ambas finales, entonces: 
- Guatemala 1 será el equipo campeón que haya hecho más puntos en la tabla acumulada tras 44 fechas.
- Guatemala 2 será el equipo campeón que haya hecho menos puntos en la tabla acumulada tras 44 fechas.
- Guatemala 3 será el equipo que haya perdido ambas finales.

4. Si equipo A gana una de las finales, equipo B gana la otra final, equipo C pierde una final, y equipo D pierde la otra final, entonces: 
- Guatemala 1 será el equipo campeón que haya hecho más puntos en la tabla acumulada tras 44 fechas.
- Guatemala 2 será el equipo campeón que haya hecho menos puntos en la tabla acumulada tras 44 fechas.
- Guatemala 3 será el equipo subcampeón que haya hecho menos puntos en la tabla acumulada tras 44 fechas.

## Equipos participantes

### Ascensos y descensos
| Pos. | Descendidos de la Liga Nacional 2021-22 |
| ---- | --------------------------------------- |
| 11.º | CSD Sololá                              |
| 12.º | Nueva Concepción                        |

| Pos.  | Ascendidos de la Primera División 2021-22 |
| ----- | ----------------------------------------- |
| 1.º   | Deportivo Mixco                           |
| Prom. | Xinabajul Huehue                          |

### Equipos por departamento
| Departamento   | Cantidad | Club             |
| -------------- | -------- | ---------------- |
| Guatemala      | 3        | Comunicaciones   |
| Guatemala      | 3        | Mixco            |
| Guatemala      | 3        | Municipal        |
| Escuintla      | 2        | Iztapa           |
| Escuintla      | 2        | Santa Lucía      |
| El Progreso    | 1        | Guastatoya       |
| San Marcos     | 1        | Malacateco       |
| Alta Verapaz   | 1        | Cobán Imperial   |
| Huehuetenango  | 1        | Xinabajul Huehue |
| Quetzaltenango | 1        | Xelajú MC        |
| Sacatepéquez   | 1        | Antigua GFC      |
| Jutiapa        | 1        | Achuapa          |

### Información de los equipos
| Equipo           | Entrenador               | Ciudad                    | Estadio                   | Capacidad | Fundación      | Patrocinadores | Kit            |
| ---------------- | ------------------------ | ------------------------- | ------------------------- | --------- | -------------- | --- | -------------- |
| Achuapa          | Ramón Maradiaga          | El Progreso               | Winston Pineda            | 6,000     | 1932 (93 años) | Ver lista MUNI El Progreso Banrural                                                                                  | NS Sport       |
| Antigua GFC      | Ramiro Cepeda            | Antigua Guatemala         | Pensativo                 | 10,000    | 1959 (66 años) | Ver lista Municipalidad AG Betcris Bantrab Glucosoral                                                                | Joma           |
| Cobán Imperial   | Roberto Montoya          | Cobán                     | José Ángel Rossi          | 7,000     | 1936 (89 años) | Ver lista Municipalidad Cobán Domino's Pizza Bantrab Pepsi Mayafert Betcris Alutech                                  | MG Sports      |
| Comunicaciones   | Willy Coito Olivera      | Ciudad de Guatemala       | Doroteo Guamuch Flores    | 27,000    | 1949 (76 años) | Ver lista Z Gas Banrural Gana 777                                                                                    | Kelme          |
| Guastatoya       | Mario Acevedo            | Guastatoya                | David Cordón Hichos       | 3,100     | 2010 (15 años) | Ver lista Top 1 Oil Banrural MUNI Guastatoya SISTECOM                                                                | NET Sportswear |
| Iztapa           | Richard Parra            | Iztapa                    | El Morón                  | 4,800     | 2001 (24 años) | Ver lista Z Gas Banrural StarBus                                                                                     | Tuto Sport     |
| Malacateco       | Adrián García Arias      | Malacatán                 | Santa Lucía               | 5,500     | 1962 (62 años) | Ver lista ACREDICOM Farmacias Batres Grupo Santa Lucía StarBus MUNI Malacatán Banrural Betcris                       | Silver Sport   |
| Mixco            | Douglas Sequeira         | Mixco                     | Santo Domingo             | 5,200     | 1964 (58 años) | Ver lista Top 1 Oil Z Gas MUNI Mixco Banrural                                                                        | JM12           |
| Municipal        | José Saturnino Cardozo   | Ciudad de Guatemala       | El Trébol                 | 7,500     | 1936 (89 años) | Ver lista Z Gas Banrural Betcris                                                                                     | Umbro          |
| Santa Lucía      | Ronald González          | Santa Lucía Cotzumalguapa | Santa Lucía Cotzumalguapa | 9,000     | 2011 (14 años) | Ver lista Domino's Pizza TAG Airlines Municipalidad SLC Agrícola Sevares Bantrab SISTECOM Tropigas                   | NET Sportswear |
| Xelajú MC        | Marvin Amarini Villatoro | Quetzaltenango            | Mario Camposeco           | 12,500    | 1942 (83 años) | Ver lista Betcris Banrural Pepsi Elektra                                                                             | DMS Pro        |
| Xinabajul Huehue | Pablo Centrone           | Huehuetenango             | Los Cuchumatanes          | 5,433     | 1980 (42 años) | Ver lista Muni Huehue Clínica Integral SIV EOM Banrural Power Gym Cristóbal Colón Distribuidora Karen FFACSA StarBus | Orion          |

### Cambios de entrenador
| Apertura       | Apertura                   | Apertura            | Apertura             | Apertura | Apertura               | Apertura         |
| Equipo         | Entrenador saliente        | Salida              | Fecha                | Posición | Reemplazo              | Acuerdo          |
| -------------- | -------------------------- | ------------------- | -------------------- | -------- | ---------------------- | ---------------- |
| Santa Lucía    | Matías Tatangelo           | Ruptura de contrato | 5 de septiembre      | 12.°     | Juan Cortés Diéguez    | 6 de septiembre  |
| Malacateco     | Israel Hernández           | Ruptura de contrato | 18 de septiembre     | 8.°      | Adrián García Arias    | 24 de septiembre |
| Mixco          | Julio Gómez                | Ruptura de contrato | 6 de octubre         | 11.°     | Douglas Sequeira       | 6 de octubre     |
| Municipal      | Juan Antonio Torres Servin | Ruptura de contrato | 18 de octubre        | 7.°      | José Saturnino Cardozo | 20 de octubre    |
| Invierno       |                            |                     |                      |          |                        |                  |
| Santa Lucía    | Juan Cortés Diéguez        | Mutuo acuerdo       | 17 de diciembre      | 12.°     | Rónald Gómez           | 17 de diciembre  |
| Clausura       |                            |                     |                      |          |                        |                  |
| Achuapa        | Ramón Maradiaga            | 3 de febrero        | Recisión de contrato | 12.°     | Hamilton López         | 3 de febrero     |
| Achuapa        | Hamilton López             | 7 de febrero        | Fin del interinato   | 12.°     | Raúl Arias             | 7 de febrero     |
| Iztapa         | Milton García              | 20 de febrero       | Recisión de contrato | 8.°      | Pablo Garabello        | 22 de febrero    |
| Cobán Imperial | Roberto Montoya            | 13 de febrero       | Recisión de contrato | 12.°     | César Eduardo Méndez   | 16 de marzo      |
| Malacateco     | Adrián García Arias        | 10 de abril         | Recisión de contrato | 11.°     | Walter Claverí         | 11 de abril      |
| Achuapa        | Raúl Arias                 | 17 de abril         | Renuncia             | 8.°      | Hamilton López         | 17 de abril      |

## Torneo Apertura

### Fase de Clasificación

#### Tabla general
| Pos. | Equipo                    | Pts. | PJ | G  | E  | P  | GF | GC | Dif. | Clasificación    |
| ---- | ------------------------- | ---- | -- | -- | -- | -- | -- | -- | ---- | ---------------- |
| 1    | Antigua GFC               | 41   | 22 | 12 | 5  | 5  | 47 | 27 | +20  | Cuartos de Final |
| 2    | Cobán Imperial            | 39   | 22 | 11 | 6  | 5  | 35 | 27 | +8   | Cuartos de Final |
| 3    | Comunicaciones            | 39   | 22 | 11 | 6  | 5  | 33 | 25 | +8   | Cuartos de Final |
| 4    | Malacateco                | 34   | 22 | 10 | 4  | 8  | 30 | 26 | +4   | Cuartos de Final |
| 5    | Municipal                 | 33   | 22 | 9  | 6  | 7  | 31 | 22 | +9   | Cuartos de Final |
| 6    | Guastatoya                | 30   | 22 | 7  | 9  | 6  | 20 | 18 | +2   | Cuartos de Final |
| 7    | Xelajú MC                 | 29   | 22 | 7  | 8  | 7  | 29 | 22 | +7   | Cuartos de Final |
| 8    | Achuapa                   | 28   | 22 | 7  | 7  | 8  | 27 | 37 | −10  | Cuartos de Final |
| 9    | Iztapa                    | 27   | 22 | 7  | 6  | 9  | 31 | 35 | −4   |                  |
| 10   | Xinabajul Huehue          | 26   | 22 | 7  | 5  | 10 | 23 | 29 | −6   |                  |
| 11   | Deportivo Mixco           | 16   | 22 | 2  | 10 | 10 | 17 | 35 | −18  |                  |
| 12   | Santa Lucía Cotzumalguapa | 15   | 22 | 3  | 6  | 13 | 20 | 40 | −20  |                  |

Actualizado a los partidos jugados el 27 de noviembre de 2022.
 Fuente: Página oficial Página oficial de Soccerway(id)
Criterios de clasificación: Puntos · Diferencia de goles · Goles a favor · Enfrentamiento directo

#### Estadísticas individuales
| N. | Jugador           | Goles | Minutos | MPG    | Equipo         |
| -- | ----------------- | ----- | ------- | ------ | -------------- |
|    | Lucas Gómez       | 12    | 1345    | 112:50 | Antigua GFC    |
| 2  | Nicolás Martínez  | 12    | 1744    | 145:20 | Cobán Imperial |
| 3  | Darwin Lom        | 10    | 1455    | 145:30 | Xelajú MC      |
| 4  | Janderson Pereira | 9     | 1626    | 180:40 | Cobán Imperial |
| 5  | Jhony Cano        | 9     | 1752    | 194:40 | Iztapa         |

| N.° | Jugador             | Juegos | Goles | Promedio | Equipo           |
| --- | ------------------- | ------ | ----- | -------- | ---------------- |
|     | Adrián de Lemos     | 20     | 14    | 0.70     | Guastatoya       |
| 2   | José Calderón Frías | 20½    | 20    | 0.98     | Xelajú MC        |
| 3   | Ricardo Jerez       | 21     | 22    | 1.05     | Municipal        |
| 4   | Liborio Sánchez     | 20     | 25    | 1.25     | Xinabajul Huehue |
| 5   | Kenderson Navarro   | 15½    | 20    | 1.29     | Malacateco       |

### Fase final

#### Cuadro de eliminatorias
|  | Cuartos de final 30 de noviembre y 1 de diciembre (ida) 3 y 4 de diciembre (vuelta) | Cuartos de final 30 de noviembre y 1 de diciembre (ida) 3 y 4 de diciembre (vuelta) | Cuartos de final 30 de noviembre y 1 de diciembre (ida) 3 y 4 de diciembre (vuelta) | Cuartos de final 30 de noviembre y 1 de diciembre (ida) 3 y 4 de diciembre (vuelta) | Cuartos de final 30 de noviembre y 1 de diciembre (ida) 3 y 4 de diciembre (vuelta) |   |   | Semifinales 7 y 8 de diciembre (ida) 10 y 11 de diciembre (vuelta) | Semifinales 7 y 8 de diciembre (ida) 10 y 11 de diciembre (vuelta) | Semifinales 7 y 8 de diciembre (ida) 10 y 11 de diciembre (vuelta) | Semifinales 7 y 8 de diciembre (ida) 10 y 11 de diciembre (vuelta) | Semifinales 7 y 8 de diciembre (ida) 10 y 11 de diciembre (vuelta) |  |   | Finales 15 de diciembre (ida) 18 de diciembre (vuelta) | Finales 15 de diciembre (ida) 18 de diciembre (vuelta) | Finales 15 de diciembre (ida) 18 de diciembre (vuelta) | Finales 15 de diciembre (ida) 18 de diciembre (vuelta) | Finales 15 de diciembre (ida) 18 de diciembre (vuelta) |  |
|  |                                                                                     |                                                                                     |                                                                                     |                                                                                     |                                                                                     |   |   |                                                                    |                                                                    |                                                                    |                                                                    |                                                                    |  |   |                                                        |                                                        |                                                        |                                                        |                                                        |  |
|  |                                                                                     |                                                                                     |                                                                                     |                                                                                     |                                                                                     |   |   |                                                                    |                                                                    |                                                                    |                                                                    |                                                                    |  |   |                                                        |                                                        |                                                        |                                                        |                                                        |  |
|  | 1                                                                                   | Antigua GFC                                                                         | 1                                                                                   | 2                                                                                   | 3                                                                                   |   |   |                                                                    |                                                                    |                                                                    |                                                                    |                                                                    |  |   |                                                        |                                                        |                                                        |                                                        |                                                        |  |
|  | 1                                                                                   | Antigua GFC                                                                         | 1                                                                                   | 2                                                                                   | 3                                                                                   |   |   |                                                                    |                                                                    |                                                                    |                                                                    |                                                                    |  |   |                                                        |                                                        |                                                        |                                                        |                                                        |  |
|  | 8                                                                                   | Achuapa                                                                             | 1                                                                                   | 0                                                                                   | 1                                                                                   |   |   |                                                                    |                                                                    |                                                                    |                                                                    |                                                                    |  |   |                                                        |                                                        |                                                        |                                                        |                                                        |  |
|  | 8                                                                                   | Achuapa                                                                             | 1                                                                                   | 0                                                                                   | 1                                                                                   |   | 1 | Antigua GFC                                                        | 1                                                                  | 1                                                                  | 2                                                                  |                                                                    |  |   |                                                        |                                                        |                                                        |                                                        |                                                        |  |
|  |                                                                                     |                                                                                     |                                                                                     |                                                                                     |                                                                                     |   | 1 | Antigua GFC                                                        | 1                                                                  | 1                                                                  | 2                                                                  |                                                                    |  |   |                                                        |                                                        |                                                        |                                                        |                                                        |  |
|  |                                                                                     |                                                                                     | 5                                                                                   | Municipal                                                                           | 0                                                                                   | 0 | 0 |                                                                    |                                                                    |                                                                    |                                                                    |                                                                    |  |   |                                                        |                                                        |                                                        |                                                        |                                                        |  |
|  | 4                                                                                   | Malacateco                                                                          | 5                                                                                   | Municipal                                                                           | 0                                                                                   | 0 | 0 | 0                                                                  | 1                                                                  | 1                                                                  |                                                                    |                                                                    |  |   |                                                        |                                                        |                                                        |                                                        |                                                        |  |
|  | 4                                                                                   | Malacateco                                                                          |                                                                                     |                                                                                     |                                                                                     |   |   |                                                                    |                                                                    | 1                                                                  |                                                                    |                                                                    |  |   |                                                        |                                                        |                                                        |                                                        |                                                        |  |
|  | 5                                                                                   | Municipal                                                                           | 2                                                                                   | 0                                                                                   | 2                                                                                   |   |   |                                                                    |                                                                    |                                                                    |                                                                    |                                                                    |  |   |                                                        |                                                        |                                                        |                                                        |                                                        |  |
|  | 5                                                                                   | Municipal                                                                           | 2                                                                                   | 0                                                                                   | 2                                                                                   |   |   |                                                                    |                                                                    |                                                                    |                                                                    |                                                                    |  | 1 | Antigua GFC                                            | 0                                                      | 0                                                      | 0                                                      |                                                        |  |
|  |                                                                                     |                                                                                     |                                                                                     |                                                                                     |                                                                                     |   |   |                                                                    |                                                                    |                                                                    |                                                                    |                                                                    |  | 1 | Antigua GFC                                            | 0                                                      | 0                                                      | 0                                                      |                                                        |  |
|  |                                                                                     |                                                                                     | 2                                                                                   | Cobán Imperial                                                                      | 1                                                                                   | 0 | 1 |                                                                    |                                                                    |                                                                    |                                                                    |                                                                    |  |   |                                                        |                                                        |                                                        |                                                        |                                                        |  |
|  | 2                                                                                   | Cobán Imperial                                                                      | 2                                                                                   | Cobán Imperial                                                                      | 1                                                                                   | 0 | 1 | 0                                                                  | 1                                                                  | 1                                                                  |                                                                    |                                                                    |  |   |                                                        |                                                        |                                                        |                                                        |                                                        |  |
|  | 2                                                                                   | Cobán Imperial                                                                      |                                                                                     |                                                                                     |                                                                                     |   |   |                                                                    |                                                                    | 1                                                                  |                                                                    |                                                                    |  |   |                                                        |                                                        |                                                        |                                                        |                                                        |  |
|  | 7                                                                                   | Xelajú MC                                                                           | 0                                                                                   | 0                                                                                   | 0                                                                                   |   |   |                                                                    |                                                                    |                                                                    |                                                                    |                                                                    |  |   |                                                        |                                                        |                                                        |                                                        |                                                        |  |
|  | 7                                                                                   | Xelajú MC                                                                           | 0                                                                                   | 0                                                                                   | 0                                                                                   |   | 2 | Cobán Imperial                                                     | 1                                                                  | 2                                                                  | 3                                                                  |                                                                    |  |   |                                                        |                                                        |                                                        |                                                        |                                                        |  |
|  |                                                                                     |                                                                                     |                                                                                     |                                                                                     |                                                                                     |   | 2 | Cobán Imperial                                                     | 1                                                                  | 2                                                                  | 3                                                                  |                                                                    |  |   |                                                        |                                                        |                                                        |                                                        |                                                        |  |
|  |                                                                                     |                                                                                     | 3                                                                                   | Comunicaciones                                                                      | 0                                                                                   | 0 | 0 |                                                                    |                                                                    |                                                                    |                                                                    |                                                                    |  |   |                                                        |                                                        |                                                        |                                                        |                                                        |  |
|  | 3                                                                                   | Comunicaciones                                                                      | 3                                                                                   | Comunicaciones                                                                      | 0                                                                                   | 0 | 0 | 0                                                                  | 2                                                                  | 2                                                                  |                                                                    |                                                                    |  |   |                                                        |                                                        |                                                        |                                                        |                                                        |  |
|  | 3                                                                                   | Comunicaciones                                                                      |                                                                                     |                                                                                     |                                                                                     |   |   |                                                                    |                                                                    | 2                                                                  |                                                                    |                                                                    |  |   |                                                        |                                                        |                                                        |                                                        |                                                        |  |
|  | 6                                                                                   | Guastatoya                                                                          | 0                                                                                   | 0                                                                                   | 0                                                                                   |   |   |                                                                    |                                                                    |                                                                    |                                                                    |                                                                    |  |   |                                                        |                                                        |                                                        |                                                        |                                                        |  |
|  | 6                                                                                   | Guastatoya                                                                          | 0                                                                                   | 0                                                                                   | 0                                                                                   |   |   |                                                                    |                                                                    |                                                                    |                                                                    |                                                                    |  |   |                                                        |                                                        |                                                        |                                                        |                                                        |  |
|  |                                                                                     |                                                                                     |                                                                                     |                                                                                     |                                                                                     |   |   |                                                                    |                                                                    |                                                                    |                                                                    |                                                                    |  |   |                                                        |                                                        |                                                        |                                                        |                                                        |  |

#### Final
| 15 de diciembre de 2022, 15:00 | Cobán Imperial        | 1:0 (0:0) | Antigua GFC | Estadio Verapaz, Cobán  |                         |
|                                | Robin Betancourth 64' | Reporte   |             | Árbitro(s): Bryan López | Árbitro(s): Bryan López |

| 18 de diciembre de 2022, 18:00 | Antigua GFC | 0:0 (0:0) | Cobán Imperial | Estadio Pensativo, Antigua Guatemala |                          |
|                                |             | Reporte   |                | Árbitro(s): Walter López             | Árbitro(s): Walter López |

#### Campeón
|                                                                   |
| Campeón Cobán Imperial                                            |
| 2.° título Clasificado a la Copa Centroamericana de Concacaf 2023 |

## Torneo Clausura

### Fase de Clasificación

#### Tabla general
En negrita los equipos clasificados a la fase final. En cursiva los eliminados
| Pos. | Equipo                    | Pts. | PJ | G  | E | P  | GF | GC | Dif. | Clasificación |
| ---- | ------------------------- | ---- | -- | -- | - | -- | -- | -- | ---- | ------------- |
| 1    | Comunicaciones            | 45   | 22 | 12 | 9 | 1  | 37 | 16 | +21  | Fase final    |
| 2    | Municipal                 | 43   | 22 | 13 | 4 | 5  | 44 | 21 | +23  | Fase final    |
| 3    | Xelajú MC                 | 43   | 22 | 12 | 7 | 3  | 29 | 8  | +21  | Fase final    |
| 4    | Xinabajul Huehue          | 31   | 22 | 8  | 7 | 7  | 27 | 29 | −2   | Fase final    |
| 5    | Guastatoya                | 29   | 22 | 7  | 8 | 7  | 28 | 22 | +6   | Fase final    |
| 6    | Deportivo Mixco           | 29   | 22 | 7  | 8 | 7  | 23 | 22 | +1   | Fase final    |
| 7    | Antigua GFC               | 29   | 22 | 8  | 5 | 9  | 33 | 37 | −4   | Fase final    |
| 8    | Achuapa                   | 26   | 22 | 7  | 5 | 10 | 24 | 45 | −21  | Fase final    |
| 9    | Cobán Imperial            | 25   | 22 | 6  | 7 | 9  | 16 | 17 | −1   |               |
| 10   | Iztapa                    | 20   | 22 | 5  | 5 | 12 | 30 | 49 | −19  |               |
| 11   | Malacateco                | 19   | 22 | 4  | 7 | 11 | 24 | 33 | −9   |               |
| 12   | Santa Lucía Cotzumalguapa | 19   | 22 | 5  | 4 | 13 | 14 | 30 | −16  |               |

Actualizado a los partidos jugados el 7 de mayo de 2023.
 Fuente: Página oficial
Criterios de clasificación: Puntos · Diferencia de goles · Goles a favor · Enfrentamiento directo

#### Estadísticas individuales
| N. | Jugador         | Goles | Minutos | MPG    | Equipo         |
| -- | --------------- | ----- | ------- | ------ | -------------- |
|    | Matías Rotondi  | 14    | 1163    | 83:43  | Municipal      |
| 2  | Azarias Londoño | 9     | 1244    | 138:13 | Comunicaciones |
| 3  | Érick Lemus     | 8     | 1177    | 147:08 | Achuapa        |
| 4  | Yasnier Matos   | 8     | 1291    | 161:22 | Municipal      |
| 5  | Óscar Villa     | 8     | 1470    | 183:45 | Xelajú MC      |

| N. | Jugador             | Juegos | Goles | Promedio | Equipo         |
| -- | ------------------- | ------ | ----- | -------- | -------------- |
|    | José Calderón Frías | 21     | 10    | 0.48     | Xelajú MC      |
| 2  | Fredy Pérez         | 21     | 15    | 0.71     | Comunicaciones |
| 3  | Minor Álvarez       | 21     | 15    | 0.71     | Cobán Imperial |
| 4  | Kevin Moscoso       | 21     | 19    | 0.90     | Mixco          |
| 5  | Kénderson Navarro   | 21     | 19    | 0.90     | Municipal      |

## Tabla acumulada[26]
Obtenido de la sumatoria de puntos de las fases de clasificación de los dos torneos de la temporada 2022−23: el Torneo Apertura 2022 y esta competición. Determina la clasificación a torneos internacionales de los equipos no campeones, así como los descensos a Primera División.
El 10 de mayo, la competición anunció cambios en el proceso de clasificación, priorizando el tercer cupo al campeón de la tabla acumulada por sobre alguno de los subcampeones. Con ello, únicamente los equipos campeones y los mejores equipos de la temporada regular anual pueden clasificar. 
| Pos. | Equipo                        | Pts. | PJ | G  | E  | P  | GF | GC | Dif. | Clasificación             |
| ---- | ----------------------------- | ---- | -- | -- | -- | -- | -- | -- | ---- | ------------------------- |
| 1    | Comunicaciones                | 84   | 44 | 23 | 15 | 6  | 70 | 41 | +29  | Copa Centroamericana 2023 |
| 2    | Municipal                     | 76   | 44 | 22 | 10 | 12 | 75 | 43 | +32  |                           |
| 3    | Xelajú MC CC                  | 72   | 44 | 19 | 15 | 10 | 58 | 31 | +27  | Copa Centroamericana 2023 |
| 4    | Antigua GFC                   | 70   | 44 | 20 | 10 | 14 | 80 | 64 | +16  |                           |
| 5    | Cobán Imperial CA             | 64   | 44 | 17 | 13 | 14 | 51 | 44 | +7   | Copa Centroamericana 2023 |
| 6    | Guastatoya                    | 59   | 44 | 14 | 17 | 13 | 48 | 40 | +8   |                           |
| 7    | Xinabajul Huehue              | 57   | 44 | 15 | 12 | 17 | 50 | 58 | −8   |                           |
| 8    | Achuapa                       | 54   | 44 | 14 | 12 | 18 | 51 | 81 | −30  |                           |
| 9    | Malacateco                    | 50   | 44 | 13 | 11 | 20 | 52 | 62 | −10  |                           |
| 10   | Deportivo Mixco               | 48   | 44 | 10 | 18 | 16 | 43 | 55 | −12  |                           |
| 11   | Iztapa (D)                    | 47   | 44 | 12 | 11 | 21 | 61 | 84 | −23  | Primera División 2023-24  |
| 12   | Santa Lucía Cotzumalguapa (D) | 34   | 44 | 8  | 10 | 26 | 34 | 70 | −36  | Primera División 2023-24  |

Actualizado a los partidos jugados el 10 de mayo de 2023.
 Fuente: Página oficial
Criterios de clasificación: Puntos · Diferencia de goles · Goles a favor · Enfrentamiento directo

### Descendidos
|                           |                          |
| Santa Lucía Cotzumalguapa | Iztapa                   |
| Descendido el 16/04/2023  | Descendido el 07/05/2023 |

## Clasificación a torneos internacionales

### Copa Centroamericana de Concacaf 2023
| Cupo        | Equipo         | Método de clasificación             |
| ----------- | -------------- | ----------------------------------- |
| Guatemala 1 | por definir    | Campeón del Torneo Clausura         |
| Guatemala 2 | Cobán Imperial | Campeón del Torneo Apertura         |
| Guatemala 3 | Comunicaciones | Mejor ubicado en la tabla acumulada |